# ジーコサッカー
『ジーコサッカー』（ZICO Soccer）は、エレクトロニック・アーツ・ビクター（現エレクトロニック・アーツ）が1994年3月4日に発売したスーパーファミコン用ソフト。元サッカー日本代表監督で、発売当時はJリーグ・鹿島アントラーズに所属していたジーコが監修している。説明書の冒頭にジーコの言葉が添えられている。

## 概要
24か国の代表チームと鹿島アントラーズの計25チームが使用可能。操作体系は他のサッカーゲームに見られない極めて独特のスタイルで、選手を直接操作せずフィールド上でカーソルを動かしながら選手を誘導するというものになっている。スーパーファミコンマウス対応で、十字キーでは極めてカーソル操作がしづらい。
また、スポーツゲームとしては極めて珍しく対戦モードが存在しない。さらに、実名使用の許諾を得たのが鹿島アントラーズだけで、それ以外の各国代表選手は全て変名になっている。ワールドトーナメントであるのにクラブチームであるアントラーズが参戦している点からして設定も雑。

## 評価
こうした初心者にはハードルが高過ぎる点と中途半端な実名使用が敬遠されてか、本作の売上は芳しくなかった。そのため、ゲーム自体の内容よりも「スーパーファミコン後期の代表的投げ売りタイトル」として知名度が高い。ある店では「新品が10円でワゴンに山積みされていた」という報告もあり、雑誌『ゲームラボ』では一時期、この種の投げ売り報告コーナーに「激安ZICO」というタイトルを付けていたほどである。
なお、本作に関する著名なエピソードとして、本作のカートリッジが任天堂へライセンス料を払わない非公認ゲーム、特に『SM調教師瞳』に転用されたというものがある。と同時に、『SM調教師瞳』に関して長らく上述の投げ売りのエピソードから「投げ売りの中古カセットROMを買い占めて転用した」とされていたがこれは事実ではなく、改造に使った本作のカセットROMは問屋経由で発売日の前に安価で購入した新品の過剰在庫品であった事が後のインタビュー記事において語られている。